# 格拉比奇
48°44′9″N 24°53′51″E / 48.73583°N 24.89750°E
格拉比奇（烏克蘭語：Грабич），是烏克蘭的村落，位於該國西部伊萬諾-弗蘭科夫斯克州，由科洛梅亞區負責管轄，面積5.63平方公里，人口550，人口密度每平方公里104.7人。